# ドスペ!
『ドスペ!』は、テレビ朝日で土曜日夜のゴールデンタイムに放送された単発特別番組枠の名称。バラエティ番組やドキュメンタリーなどを中心に放送していたが、2007年3月で終了した。構成は旧番組枠『スイスペ!』とほぼ同じ。

## 放送データ
- 2004年10月23日より、毎週土曜日19:00 - 20:54（JST）の枠で放送開始。（その日は、新潟県中越地震が発生したため途中で中断した。）
  - テレビ朝日の土曜夜に単発特別番組枠が設けられたのは、NET時代の1976年5月～10月の土曜20:00 - 20:54に放送された単発枠以来実に26年振りだが、この枠は時代劇開始までのつなぎであるためにタイトルを設けなかったので、正式タイトルが付けられたのは開局以来初。
- 「スーパーベースボール」の雨傘番組枠としても使われていた。
- 2007年3月17日で終了し、4月から19時台に『特捜!』が開始され、20時台に深夜で放送されていた『国分太一・美輪明宏・江原啓之のオーラの泉』が昇格した。

## 放送内容
- 緊急震災スペシャル 小さな命を救え!! 奇跡の救出ドキュメント(2004年10月30日放送)
- 女たちの京都〜美しい日本に出会う旅〜(2004年11月6日放送)
- 歌謡祭 歌い継ぐ戦後の名曲 - ウェイバックマシン（2004年10月16日アーカイブ分）(2004年11月13日放送、2005年11月5日放送、2006年10月7日放送)
- 男と女の血液型相談室2（2004年11月20日放送）
- 激録!列島縦断警察24時 犯罪戦線異常あり!怒りの対決スペシャル（2004年11月27日放送、実際は10月30日予定だったが、新潟県中越地震特番の為延期。2005年5月7日・9月3日も「激録!列島縦断警察24時」を放送）
- 事件の最前線 直撃24時!(2004年12月11日・2005年4月23日放送)
- ビートたけしの悪役のススメ（2004年12月25日放送。当初12月18日に放送予定だったが新潟県中越地震のため延期になった「今夜公開!! 誰も知らない　ドラえもんの秘密スペシャル!」で休止、この日に繰り下げ。出演者・スタッフ等は前番組のビートたけしの!こんなはずでは!!を参照）
- 激録!交通警察24時（2005年1月8日放送、2006年1月7日放送）
- マグロに賭けた男たち（2005年1月22日放送、2006年1月21日放送、2007年1月27日）
- 稲垣吾郎のザ・ディスクロージャーII ジョージ・ブッシュ史上最大の陰謀!?（2005年2月19日）
- あなたは信じられるか!?超マジック!奇跡の空間3（2005年2月26日放送）
- 藤岡弘、探検シリーズ（2005年3月19日放送）
- 原点回帰だ　春の内村プロデュース　若手芸人と真っ向勝負＆ふるさと帰郷SP(2005年4月16日放送)
- 美空ひばり17回忌特別番組(2005年6月4日放送)
- 世界超常現象審議会(秘)スクープ・サミット!!(2005年6月11日放送、2006年4月22日)
- 潜入!欲望の巨大街 銀座24時(2005年6月18日放送)
- 草野仁の緊急警告シリーズ「巨大地震は必ず来る!いま迫る!関東直撃Xデー」(2005年7月2日放送、2006年1月14日放送、2006年7月1日放送)
- 国分太一&美輪明宏&江原啓之のオーラの泉スペシャル〜運命が変わる愛の言葉〜（2005年7月16日放送、2005年10月15日放送、2005年12月24日放送、2006年3月18日放送）
- 帰ってきた昭和の名曲（2005年7月30日放送、2006年7月8日放送）
- 魔界潜入!怪奇心霊（秘）ファイル(2005年8月13日放送、2006年8月5日)
- 明日アナタが輝くために…素晴らしき女の人生〜その秘訣大公開スペシャル(2005年8月20日放送)
- 実録!史上最強の悪女列伝(2005年8月27日放送、2006年3月11日放送)
- 家が飛ぶ!巨大台風に迫れ!!身を守る防衛策とは?(2005年9月10日生放送)
- 密着300日緊急出動!北アルプス山岳レスキュー24時(2005年9月17日放送)
- クイズプレゼンバラエティー Qさま!!超人気芸人集結!芸能界チキン(臆病者)No.1決定戦　一番の臆病者は誰だ!?120分SP(2005年9月24日放送)（番組史上初めて脳内エステ IQサプリ、めちゃイケの視聴率を上回った回）
- ガン・心臓病・脳卒中 生命の最前線24時(2005年10月29日放送)
- 超進化!天空の魔術師・HIRO 奇跡の四次元ストリートマジック!(2005年11月12日放送)
- 潜入!!欲望の巨大街 新宿24時(2005年11月19日放送)
- 小倉智昭の特命調査隊!国民は怒っているぞ!血税バラまき真相SP（2005年11月26日放送、2006年4月15日放送、2006年10月14日放送）
- 日本を救うのは私だ!大改革!!法案ファイト!(2006年1月28日放送)
- 密着こども病院物語・輝け!幼い生命(2006年2月4日放送)
- 謎の犯罪ファイル 犯人は誰だ?! FBI科学捜査スペシャル(2006年2月11日放送、2006年8月26日放送)
- 健康マネー術!あなたは健康にいくら払いますか?(2006年3月4日放送)
- 皇室スペシャル 紀子さまご懐妊!どうなる 愛子さまの今後…(2006年3月25日放送)
- アナタを狙う悪だくみ 危ない○○教えます!!(2006年5月27日放送)
- 古代ミステリー秘宝殿(2006年6月3日放送)
- 細木数子の緊急大予言3・幸せ家族の秘密の法則!教えます(2006年6月18日放送)
  - 細木数子の緊急大予言4・夏が来た!幸せになる方法教えますSP（2006年8月19日放送）
- 緊急放送!中田英寿引退特別番組（2006年7月15日放送、緊急特別番組）
- ギリギリ映像大放出!カメラは見た決定的瞬間!（2006年7月22日放送）
- 快汗!所ファーム（2006年7月29日放送）
- ニュース科学総合研究所（2006年8月12日放送）
- 雨上がり決死隊のトーク番組アメトーーク!お笑い祭り 1クールのレギュラーより1回の伝説SP!!（2006年9月2日放送）
- 仰天!格差社会ニッポン(2006年9月9日放送)
- 報道スクープ決定版!!完全密着!安倍晋三が号泣した日(2006年9月23日放送)
- 美空ひばり60周年 秘蔵映像全公開!歌声は国境を越えて(2006年10月21日放送)
- クイズ!ギョーカイ大百科(2006年11月25日放送)
- NEWS2006〜ダウンタウンがキャスターやりますSP（2006年12月23日放送）
- ビートたけしの超常現象ファイル2006（2006年12月30日放送。2005年までの数年間は大晦日に放送されていた）
- 鶴瓶のニッポン武勇伝 言わずに死ねるかっ!!我が家のスゴイ人GP（2007年1月13日放送）
- 飲酒運転〜あの世田谷首都高速トラック炎上事故多元同時再現ドラマ〜2人の幼娘が焼死…法と戦った母親730日（2007年1月20日放送）
- 世界ビックリ映像Q（2007年2月10日放送）
- 爆笑問題の検索ちゃん知らないと恥ずかしい流行ワードを検索してお勉強しちゃいましたSP(2007年2月17日放送)
- ギリギリ映像大放出!カメラは見た決定的瞬間!(2007年3月3日放送)
- ドラえもん のび太の恐竜2006（2007年3月10日）
- 日本人に今伝えたい!「泣かせる引退」(秘)話(2007年3月17日)

## 関連番組
いずれも放送日時は日本時間。
ドスペ2
2004年10月2日～2011年4月2日まで、毎週土曜日深夜24:30 - 25:25（毎週日曜日未明0:30 - 1:25）に放送された、次世代を狙うディレクターやプロデューサーら若手発掘に尽力する実験的単発特別番組枠。
ドスペモニ
2005年4月9日～2006年3月25日まで、毎週土曜日10:20 - 10:50に放送された。主に番組宣伝を放送していた。番組枠名は『土曜スペシャルモーニング』の略。
スイナイ!
ドスペモニと同じく、番組宣伝用の情報番組（番宣番組）。番組枠名は『水曜ナイト』の略。2006年4月12日 - 同年6月21日の毎週水曜日25:21 - 25:51（毎週木曜日未明1:21 - 1:51）に放送された。主にテレビ朝日のテレビドラマのあらすじやバラエティ番組の見所を毎週2本ずつ紹介。

## 改編の影響
- 番組枠確保のため、19時台の「クレヨンしんちゃん」と「ボボボーボ・ボーボボ」が放送時間を移動、20時台の「ビートたけしの!こんなはずでは!!」は打ち切りとなり、土曜日ゴールデンタイムのアニメ枠は廃枠、バラエティ枠は一時廃止された。
  - 「クレヨンしんちゃん」は金曜日19:30 - 19:54に戻り、それまでその時間に放送していた「あたしンち」はローカル枠に降格となり、2009年9月19日に放送終了した。
  - 「ボボボーボ・ボーボボ」もローカル枠に降格し7局に削減されたが、さらに2005年4月からはテレビ朝日を除く6局すべてで放送が打ち切られ関東広域圏のみの放送となり、2005年10月29日に放送終了した。
- なお、元々は特番などによる休止を挟み、10月から「あたしンち」を「クレヨンしんちゃん」と枠交換の上で放送する予定であった。実際に、ローカル枠降格前の最後の放送でもエンディングでみかんと母がその旨の予告をしていた。